# Falling Down (Selena Gomez & the Scene)
Falling Down è un brano musicale del gruppo statunitense Selena Gomez & the Scene, estratto come primo singolo dal loro album di debutto Kiss & Tell. La canzone è stata scritta da Ted Bruner, Trey Vittetoe e Gina Schock ed è stata prodotta dai primi due. È stata pubblicata il 25 agosto 2009.
Falling Down è una canzone pop con caratteristiche dance pop e pop rock. Accolta positivamente dalla critica (che ha in particolare elogiato la grinta della cantante Gomez e ha paragonato il brano ai lavori di Avril Lavigne), Falling Down ha avuto un modesto successo commerciale, rimanendo fuori dalle top 50 canadesi e statunitensi; ha tuttavia raggiunto la quindicesima posizione nella classifica giapponese.
Nel video del singolo la Gomez è sul set di un servizio fotografico, col gruppo che suona su un palco. Per la promozione della canzone il gruppo ha cantato Falling Down durante vari programmi televisivi, tra i quali una serata della nona edizione della versione statunitense di Ballando con le stelle.

## Produzione
Il brano Falling Down è stato scritto da Ted Bruner, Trey Vittetoe e Gina Schock, autori anche di altri brani dell'album di debutto della Gomez. Il testo parla di una relazione sentimentale in crisi, ma la stessa Gomez ha affermato che in realtà si tratta di un attacco alla vanità del mondo di Hollywood e dello showbiz, pur osservando che ciascuno può interpretare il testo come riferito a un diverso soggetto, come una ragazza antipatica o un ex fidanzato.
Il singolo è stato pubblicato in formato di download digitale il 25 agosto 2009 negli Stati Uniti e in Canada. I Selena Gomez & the Scene si sono esibiti dal vivo con Falling Down per la prima volta durante una puntata della nona stagione della versione statunitense del talent show Ballando con le stelle. Durante la performance i concorrenti Derek Hough e Karina Smirnoff hanno ballato la canzone. Tamara Brooks, critica per il sito Zap2it, ha commentato: "La canzone è orecchiabile ma Selena, per quanto mi è sembrato, non pare essere totalmente a suo agio sul palco. Sembrava stesse facendo le prove. Ma il ballo in compenso è stato favoloso." Il gruppo ha inoltre esibito la canzone in varie occasioni tra il 2009 e il 2010, includendola nella scaletta dei loro House of Blues Tour, Kiss & Tell Tour e Fairs & Festivals Tour.

## Critica
Falling Down è una canzone pop con caratteristiche dance pop e pop rock, con un arrangiamento di chitarra "aggressiva", batteria e sintetizzatori. Bill Lamb, critico musicale del sito About.com, ha notato l'influenza della cantante canadese Avril Lavigne nello stile del brano. Lamb ha valutato il singolo con quattro stelle su cinque, definendolo "un forte primo singolo". Un critico della CBBC ha definito la canzone "enormemente accattivante" Rob Perez di NocheLatina ha definito il brano uno dei migliori dell'album. Robert Copsey di Digital Spy ha affermato che la canzone suona "stranamente simile a U + Ur Hand di Pink," definendo il testo "banale".

## Successo commerciale
La canzone è entrata alla novantatreesima posizione della classifica statunitense il 12 settembre 2009 e ha raggiunto l'ottantaduesimo posto, rimanendo in classifica per sette settimane non consecutive. È infatti rientrata alla novantunesima posizione il 9 gennaio 2010. Nella stessa settimana Falling Down ha fatto il suo debutto alla posizione numero novantacinque della classifica canadese; qui ha raggiunto la numero sessantanove ed è rimasta in classifica per cinque settimane. Il singolo ha inoltre raggiunto l'undicesima posizione della classifica dei nuovi artisti australiana, non riuscendo tuttavia ad entrare nella top fifty complessiva. In Giappone Falling Down ha fatto il suo ingresso in classifica il 6 marzo 2010 alla posizione numero ventiquattro; la settimana successiva è salita alla quindicesima, il suo picco.

## Video musicale
Il video di Falling Down, diretto da Chris Dooley, è stato mostrato in anteprima su Disney Channel, appena dopo che il film I maghi di Waverly: The Movie fu mandato in onda, il 28 agosto 2009. La clip è stata messa in commercio su iTunes il giorno successivo.
Il video comincia con scene che mostrano la Gomez cantare le prime strofe della canzone, mentre dei riflettori sono puntati su di lei. Indossa una maglietta grigia, leggins neri e stivali, e i suoi capelli sono lunghi, castani e lisci. Poi, il resto della band, che comprende quattro musicisti, appare sul placo dietro Selena che continua a cantare. Sullo sfondo sono proiettate figure geometriche colorate. La Gomez viene poi mostrata ad un set fotografico, vestita con una maglietta bianca e una gonna zebrata. Durante il resto del video, la cantante e il resto della band cantano, ballano e suonano. La Gomez tiene in mano uno specchio e delle rose sintetiche che a un certo punto lancia in aria. La clip finisce con la cantante che fa un inchino col microfono in mano.

## Tracce
Download digitale
1. Falling Down – 3:05

## Crediti
- Compositori: Ted Bruner, Trey Vittetoe, Gina Schock
- Produttori: Ted Bruner, Trey Vittetoe
- Mixing: Clif Norrell

## Classifiche
| Classifica (2009) | Posizione massima |
| ----------------- | ----------------- |
| Canada            | 69                |
| Giappone          | 15                |
| Stati Uniti       | 82                |